# (6095) 1991 UU
(6095) 1991 UU es un asteroide perteneciente al cinturón de asteroides, región del sistema solar que se encuentra entre las órbitas de Marte y Júpiter, descubierto el 18 de octubre de 1991 por Seiji Ueda y el astrónomo Hiroshi Kaneda desde el Kushiro Marsh Observatory, Hokkaido, Japón.

## Designación y nombre
Designado provisionalmente como 1991 UU. 

## Características orbitales
1991 UU está situado a una distancia media del Sol de 2,234 ua, pudiendo alejarse hasta 2,664 ua y acercarse hasta 1,805 ua. Su excentricidad es 0,192 y la inclinación orbital 5,158 grados. Emplea 1220,36 días en completar una órbita alrededor del Sol.

## Características físicas
La magnitud absoluta de 1991 UU es 13,6. Tiene 5,335 km de diámetro y su albedo se estima en 0,206. 